# Tennis ai Giochi della XXX Olimpiade - Doppio femminile
Il torneo di doppio femminile ai Giochi olimpici di Londra del 2012 si è svolto dal 28 luglio al 5 agosto all'All England Lawn Tennis and Croquet Club su campi di erba outdoor. I match si sono svolti al meglio dei due set su tre, compresa la finale. Non è previsto il tiebreak nei set finali.

## Calendario
| Agosto     | 28                | 29                | 30                  | 31                  | 1      | 2          | 5      |
| Mattina    | 11.30             | 11.30             | 11.30               | 11.30               | 11.30  | 11.30      | 12.00  |
| Pomeriggio | -                 | -                 | -                   | -                   | -      | -          | -      |
| ---------- | ----------------- | ----------------- | ------------------- | ------------------- | ------ | ---------- | ------ |
|            | Primo turno (32°) | Primo turno (32°) | Secondo turno (16°) | Secondo turno (16°) | Quarti | Semifinali | Finali |

## Medagliere
| Evento           | Oro                            | Argento                          | Bronzo                         |
| Doppio femminile | Serena Williams Venus Williams | Andrea Hlaváčková Lucie Hradecká | Marija Kirilenko Nadia Petrova |

## Qualificati
Il 26 giugno 2012 l'ITF ha diramato la lista delle coppie iscritte al torneo. Di seguito è riportato l'elenco completo ordinato in base al ranking WTA dell'11 giugno 2012. Sono qualificate 32 coppie, di cui 24 qualificate direttamente in base ai ranking combinati (fra singolare e doppio), e 8 invitate dalla federazione internazionale. Le giocatrici inserite nella top 10 del ranking di doppio hanno diritto a una partner a scelta della propria federazione, indipendentemente dal ranking. Segnate con un asterisco le coppie invitate.
Australia, Repubblica Ceca, Cina, Germania, Italia, Polonia, Romania, Russia, Spagna e Stati Uniti schierano due coppie ciascuna.
| Paese         | Coppie                                                                                                |
| ------------- | --- |
| Argentina     | Gisela Dulko / Paola Suárez                                                                           |
| Australia     | Jarmila Gajdošová / Anastasija Rodionova Casey Dellacqua / Samantha Stosur                            |
| Canada        | Stéphanie Dubois / Aleksandra Wozniak                                                                 |
| Cina          | Peng Shuai / Jie Zheng Li Na / Shuai Zhang                                                            |
| Francia       | Alizé Cornet / Kristina Mladenovic                                                                    |
| Georgia       | Margalita Chakhnašvili / Anna Tatišvili                                                               |
| Germania      | Angelique Kerber / Sabine Lisicki Julia Görges / Anna-Lena Grönefeld                                  |
| India         | Rushmi Chakravarthi / Sania Mirza                                                                     |
| Italia        | Sara Errani / Roberta Vinci Flavia Pennetta / Francesca Schiavone                                     |
| Kazakistan    | Jaroslava Švedova / Galina Voskoboeva                                                                 |
| Polonia       | Agnieszka Radwańska / Urszula Radwańska Klaudia Jans-Ignacik / Alicja Rosolska                        |
| Regno Unito   | Laura Robson / Heather Watson Elena Baltacha / Anne Keothavong                                        |
| Rep. Ceca     | Andrea Hlaváčková / Lucie Hradecká Petra Cetkovská / Lucie Šafářová                                   |
| Romania       | Irina-Camelia Begu / Monica Niculescu Sorana Cîrstea / Simona Halep                                   |
| Russia        | Marija Kirilenko / Nadia Petrova Ekaterina Makarova / Elena Vesnina                                   |
| Slovacchia    | Dominika Cibulková / Daniela Hantuchová                                                               |
| Slovenia      | Andreja Klepač / Katarina Srebotnik                                                                   |
| Spagna        | Nuria Llagostera Vives / María José Martínez Sánchez Anabel Medina Garrigues / Arantxa Parra Santonja |
| Taipei cinese | Chia-jung Chuang / Hsieh Su-wei                                                                       |
| Stati Uniti   | Liezel Huber / Lisa Raymond Serena Williams / Venus Williams                                          |
| Ucraina       | Alona Bondarenko / Kateryna Bondarenko                                                                |
| Ungheria      | Tímea Babos / Ágnes Szávay                                                                            |

## Teste di serie
La prima coppia delle teste di serie ha usufruito di un Bye per il primo turno
1. Liezel Huber /  Lisa Raymond (semifinale, quarte)
2. Sara Errani /  Roberta Vinci (quarti di finale)
3. Marija Kirilenko /  Nadia Petrova (semifinale, bronzo)
4. Andrea Hlaváčková /  Lucie Hradecká (finale, argento)

1. Angelique Kerber /  Sabine Lisicki (secondo turno)
2. Ekaterina Makarova /  Elena Vesnina (quarti di finale)
3. Flavia Pennetta /  Francesca Schiavone (secondo turno)
4. Nuria Llagostera Vives /  María José Martínez Sánchez (secondo turno)

## Tabellone

### Legenda
- IP = Invitati dall'ITF
- Alt = Alternate
- PR = Protected Ranking

- w/o = Walkover
- r = Ritirato
- d = Squalificato

### Fase finale
|  | Semifinali | Semifinali                       | Semifinali                       | Semifinali | Semifinali |  |  | Finale          | Finale                           | Finale                           | Finale | Finale |  |
|  |            |                                  |                                  |            |            |  |  |                 |                                  |                                  |        |        |  |
|  | 1          | Liezel Huber Lisa Raymond        | Liezel Huber Lisa Raymond        | 1          | 62         |  |  |                 |                                  |                                  |        |        |  |
|  | 4          | Andrea Hlaváčková Lucie Hradecká | Andrea Hlaváčková Lucie Hradecká | 6          | 7          |  |  | 4               | Andrea Hlaváčková Lucie Hradecká | Andrea Hlaváčková Lucie Hradecká | 4      | 4      |  |
|  | 3          | Marija Kirilenko Nadia Petrova   | Marija Kirilenko Nadia Petrova   | 5          | 4          |  |  |                 | Serena Williams Venus Williams   | Serena Williams Venus Williams   | 6      | 6      |  |
|  |            | Serena Williams Venus Williams   | Serena Williams Venus Williams   | 7          | 6          |  |  |                 |                                  |                                  |        |        |  |
|  |            |                                  |                                  |            |            |  |  |                 |                                  |                                  |        |        |  |
|  |            |                                  |                                  |            |            |  |  | Finale 3º posto |                                  |                                  |        |        |  |
|  |            |                                  |                                  |            |            |  |  |                 |                                  |                                  |        |        |  |
|  |            |                                  |                                  |            |            |  |  | 1               | Liezel Huber Lisa Raymond        | 6                                | 4      | 1      |  |
|  |            |                                  |                                  |            |            |  |  | 3               | Marija Kirilenko Nadia Petrova   | 4                                | 6      | 6      |  |

### Parte alta
|  | Primo turno | Primo turno                         | Primo turno                         | Primo turno | Primo turno |  |  | Secondo turno | Secondo turno           | Secondo turno           | Secondo turno        | Secondo turno        |   |   | Quarti di finale | Quarti di finale        | Quarti di finale        | Quarti di finale        | Quarti di finale        |   |   | Semifinale | Semifinale | Semifinale | Semifinale | Semifinale |  |
|  |             |                                     |                                     |             |             |  |  |               |                         |                         |                      |                      |   |   |                  |                         |                         |                         |                         |   |   |            |            |            |            |            |  |
|  |             |                                     |                                     |             |             |  |  | 1             | L Huber L Raymond       | L Huber L Raymond       | 6                    | 7                    |   |   |                  |                         |                         |                         |                         |   |   |            |            |            |            |            |  |
|  |             | A Radwańska U Radwańska             | A Radwańska U Radwańska             | 6           | 6           |  |  |               | A Radwańska U Radwańska | A Radwańska U Radwańska | 4                    | 63                   |   |   |                  |                         |                         |                         |                         |   |   |            |            |            |            |            |  |
|  |             | D Cibulková D Hantuchová            | D Cibulková D Hantuchová            | 2           | 1           |  |  |               |                         |                         |                      |                      |   |   | 1                | L Huber L Raymond       | L Huber L Raymond       | 6                       | 6                       |   |   |            |            |            |            |            |  |
|  |             | J Görges AL Grönefeld               | J Görges AL Grönefeld               | 6           | 6           |  |  |               |                         | 6                       | E Makarova E Vesnina | E Makarova E Vesnina | 3 | 3 |                  |                         |                         |                         |                         |   |   |            |            |            |            |            |  |
|  | IP          | E Baltacha A Keothavong             | E Baltacha A Keothavong             | 3           | 1           |  |  |               | J Görges AL Grönefeld   | J Görges AL Grönefeld   | 2                    | 1                    |   |   |                  |                         |                         |                         |                         |   |   |            |            |            |            |            |  |
|  |             | J Gajdošová A Rodionova             | J Gajdošová A Rodionova             | 1           | 4           |  |  | 6             | E Makarova E Vesnina    | E Makarova E Vesnina    | 6                    | 6                    |   |   |                  |                         |                         |                         |                         |   |   |            |            |            |            |            |  |
|  | 6           | E Makarova E Vesnina                | E Makarova E Vesnina                | 6           | 6           |  |  |               |                         |                         |                      |                      |   |   | 1                | L Huber L Raymond       | L Huber L Raymond       | 1                       | 62                      |   |   |            |            |            |            |            |  |
|  | 4           | A Hlaváčková L Hradecká             | 6                                   | 65          | 6           |  |  |               |                         |                         |                      |                      |   |   |                  |                         | 4                       | A Hlaváčková L Hradecká | A Hlaváčková L Hradecká | 6 | 7 |            |            |            |            |            |  |
|  |             | T Babos A Szávay                    | 1                                   | 7           | 2           |  |  | 4             | A Hlaváčková L Hradecká | A Hlaváčková L Hradecká | 6                    | 6                    |   |   |                  |                         |                         |                         |                         |   |   |            |            |            |            |            |  |
|  |             | N Li S Zhang                        | N Li S Zhang                        | 6           | 6           |  |  |               | N Li S Zhang            | N Li S Zhang            | 3                    | 1                    |   |   |                  |                         |                         |                         |                         |   |   |            |            |            |            |            |  |
|  |             | G Dulko P Suárez                    | G Dulko P Suárez                    | 4           | 2           |  |  |               |                         |                         |                      |                      |   |   | 4                | A Hlaváčková L Hradecká | A Hlaváčková L Hradecká | 6                       | 6                       |   |   |            |            |            |            |            |  |
|  | IP          | R Chakravarthi S Mirza              | 1                                   | 6           | 1           |  |  |               |                         | IP                      | C-J Chuang S-W Hsieh | C-J Chuang S-W Hsieh | 3 | 4 |                  |                         |                         |                         |                         |   |   |            |            |            |            |            |  |
|  | IP          | C-J Chuang S-W Hsieh                | 6                                   | 3           | 6           |  |  | IP            | C-J Chuang S-W Hsieh    | 63                      | 7                    | 6                    |   |   |                  |                         |                         |                         |                         |   |   |            |            |            |            |            |  |
|  |             | A Medina Garrigues A Parra Santonja | A Medina Garrigues A Parra Santonja | 64          | 4           |  |  | 7             | F Pennetta F Schiavone  | 7                       | 5                    | 4                    |   |   |                  |                         |                         |                         |                         |   |   |            |            |            |            |            |  |
|  | 7           | F Pennetta F Schiavone              | F Pennetta F Schiavone              | 7           | 6           |  |  |               |                         |                         |                      |                      |   |   |                  |                         |                         |                         |                         |   |   |            |            |            |            |            |  |

### Parte bassa
|  | Primo turno | Primo turno                            | Primo turno                            | Primo turno | Primo turno |  |  | Secondo turno | Secondo turno                          | Secondo turno                          | Secondo turno         | Secondo turno    |    |   | Quarti di finale | Quarti di finale      | Quarti di finale      | Quarti di finale      | Quarti di finale      |   |   | Semifinale | Semifinale | Semifinale | Semifinale | Semifinale |  |
|  |             |                                        |                                        |             |             |  |  |               |                                        |                                        |                       |                  |    |   |                  |                       |                       |                       |                       |   |   |            |            |            |            |            |  |
|  | 8           | N Llagostera Vives MJ Martínez Sánchez | N Llagostera Vives MJ Martínez Sánchez | 6           | 6           |  |  |               |                                        |                                        |                       |                  |    |   |                  |                       |                       |                       |                       |   |   |            |            |            |            |            |  |
|  |             | C Dellacqua S Stosur                   | C Dellacqua S Stosur                   | 1           | 1           |  |  | 8             | N Llagostera Vives MJ Martínez Sánchez | N Llagostera Vives MJ Martínez Sánchez | 4                     | 2                |    |   |                  |                       |                       |                       |                       |   |   |            |            |            |            |            |  |
|  |             | S Peng J Zheng                         | 6                                      | 63          | 6           |  |  |               | S Peng J Zheng                         | S Peng J Zheng                         | 6                     | 6                |    |   |                  |                       |                       |                       |                       |   |   |            |            |            |            |            |  |
|  | IP          | A Cornet K Mladenovic                  | 1                                      | 7           | 3           |  |  |               |                                        |                                        |                       |                  |    |   |                  | S Peng J Zheng        | 5                     | 7                     | 4                     |   |   |            |            |            |            |            |  |
|  |             | J Švedova G Voskoboeva                 | J Švedova G Voskoboeva                 | 6           | 6           |  |  |               |                                        | 3                                      | M Kirilenko N Petrova | 7                | 64 | 6 |                  |                       |                       |                       |                       |   |   |            |            |            |            |            |  |
|  | IP          | S Dubois A Wozniak                     | S Dubois A Wozniak                     | 2           | 0           |  |  |               | J Švedova G Voskoboeva                 | J Švedova G Voskoboeva                 | 3                     | 2                |    |   |                  |                       |                       |                       |                       |   |   |            |            |            |            |            |  |
|  |             | K Jans-Ignacik A Rosolska              | 7                                      | 3           | 2           |  |  | 3             | M Kirilenko N Petrova                  | M Kirilenko N Petrova                  | 6                     | 6                |    |   |                  |                       |                       |                       |                       |   |   |            |            |            |            |            |  |
|  | 3           | M Kirilenko N Petrova                  | 65                                     | 6           | 6           |  |  |               |                                        |                                        |                       |                  |    |   | 3                | M Kirilenko N Petrova | M Kirilenko N Petrova | 5                     | 4                     |   |   |            |            |            |            |            |  |
|  | 5           | A Kerber S Lisicki                     | 1                                      | 6           | 6           |  |  |               |                                        |                                        |                       |                  |    |   |                  |                       |                       | S Williams V Williams | S Williams V Williams | 7 | 6 |            |            |            |            |            |  |
|  | IP          | L Robson H Watson                      | 6                                      | 4           | 3           |  |  | 5             | A Kerber S Lisicki                     | A Kerber S Lisicki                     | 2                     | 5                |    |   |                  |                       |                       |                       |                       |   |   |            |            |            |            |            |  |
|  |             | S Cîrstea S Halep                      | S Cîrstea S Halep                      | 3           | 2           |  |  |               | S Williams V Williams                  | S Williams V Williams                  | 6                     | 7                |    |   |                  |                       |                       |                       |                       |   |   |            |            |            |            |            |  |
|  |             | S Williams V Williams                  | S Williams V Williams                  | 6           | 6           |  |  |               |                                        |                                        |                       |                  |    |   |                  | S Williams V Williams | S Williams V Williams | 6                     | 6                     |   |   |            |            |            |            |            |  |
|  | IP          | M Chakhnašvili A Tatišvili             | 60                                     | 6           | 2           |  |  |               |                                        | 2                                      | S Errani R Vinci      | S Errani R Vinci | 1  | 1 |                  |                       |                       |                       |                       |   |   |            |            |            |            |            |  |
|  |             | A Klepač K Srebotnik                   | 7                                      | 3           | 6           |  |  |               | A Klepač K Srebotnik                   | 5                                      | 6                     | 4                |    |   |                  |                       |                       |                       |                       |   |   |            |            |            |            |            |  |
|  |             | P Cetkovská L Šafářová                 | P Cetkovská L Šafářová                 | 2           | 3           |  |  | 2             | S Errani R Vinci                       | 7                                      | 4                     | 6                |    |   |                  |                       |                       |                       |                       |   |   |            |            |            |            |            |  |
|  | 2           | S Errani R Vinci                       | S Errani R Vinci                       | 6           | 6           |  |  |               |                                        |                                        |                       |                  |    |   |                  |                       |                       |                       |                       |   |   |            |            |            |            |            |  |